# Konstantin Ogurcow
Konstantin Michajłowicz Ogurcow (ros. Константин Михайлович Огурцов, ur. 1903 w guberni niżnonowogrodzkiej, zm. 24 kwietnia 1974) – radziecki działacz partyjny i państwowy.

## Życiorys
W 1922 został członkiem RKP(b), do czerwca 1924 uczył się w technikum przemysłowo-ekonomicznym, później był sekretarzem fabrycznego komitetu WKP(b) fabryki samochodów im. Mołotowa w mieście Gorki (obecnie Niżny Nowogród) i potem I sekretarzem rejonowego komitetu WKP(b) w Gorkim i w 1934 Komitetu Miejskiego WKP(b) w Gorkim. Od 14 czerwca do 29 września 1937 był II sekretarzem Komitetu Obwodowego WKP(b) w Gorkim, od października 1937 do maja 1938 p.o. I sekretarza Komitetu Obwodowego WKP(b) w Czelabińsku, a później szefem Centralnego Zarządu Przedsiębiorstw Przemysłowych Ludowego Komisariatu Floty Rzecznej ZSRR i od 1943 szefem Głównego Zarządu Zaopatrzenia Robotniczego Ludowego Komisariatu Floty Rzecznej ZSRR.